# Pic Jofre
El Pic Jofre és una muntanya de 2.360,1 m alt del límit dels termes comunals de Taurinyà i Vernet, tots dos de la comarca del Conflent, a la Catalunya del Nord.
És al sud-oest del terme de Taurinyà i a l'est del de Vernet. És molt a prop al sud-est del Pic de la Castella, en un contrafort septentrional del Canigó.
Aquest pic forma part de les rutes habituals d'ascens al Canigó, o de descens des d'aquest pic.